# Чистопілля (Голованівський район)
Чистопі́лля (колишня назва — Казимирівка) — село в Україні, у Вільшанській селищній громаді Голованівського району Кіровоградської області. Населення становить 307 осіб. Колишній орган місцевого самоврядування — Чистопільська сільська рада.

## Історія
27 лютого 1920 року через Казимирівку під час Зимового походу стояв на відпочинку кінний полк Чорних Запорожців Армії УНР.
1 лютого 1945 року указом Президії ВР УРСР село Казимирівка було перейменовано на Чистопілля.

## Населення
Згідно з переписом УРСР 1989 року чисельність наявного населення села становила 312 осіб, з яких 133 чоловіки та 179 жінок.
За переписом населення України 2001 року в селі мешкало 307 осіб.

### Мова
Розподіл населення за рідною мовою за даними перепису 2001 року:
| Мова       | Відсоток |
| ---------- | -------- |
| українська | 95,77 %  |
| молдовська | 1,95 %   |
| російська  | 1,30 %   |
| болгарська | 0,65 %   |
| білоруська | 0,33 %   |